# Ray Guy Award
Il Ray Gay Award è un premio assegnato annualmente al miglior punter nel college football secondo l'Augusta Sports Council. Il premio è dedicato al punter Ray Guy, un All-American per Southern Mississippi e membro della Pro Football Hall of Fame dopo avere giocato nella National Football League per tutta la carriera negli Oakland Raiders.
I candidati sono votati per le loro statistiche individuali e per il loro contributo alla squadra. Particolare enfasi viene posta sulle seguenti statistiche: media netta per punt, percentuali di punt totali terminati nelle 20 yard avversarie e percentuale di punt non ritornati. Il vincitore è determinato da un comitato nazionale di giornalisti che si occupano di football, allenatori dei college FBS, direttori sportivi e precedenti vincitori del premio. Il vincitore deve dimostrare leadership, autodisciplina e avere un impatto positivo nella sua squadra.

## Vincitori
| Anno | Vincitore            | Scuola          | Note   |
| ---- | -------------------- | --------------- | ------ |
| 2000 | Kevin Stemke         | Wisconsin       | [ 3 ]  |
| 2001 | Travis Dorsch        | Purdue          | [ 4 ]  |
| 2002 | Mark Mariscal        | Colorado        | [ 5 ]  |
| 2003 | B.J. Sander          | Ohio State      | [ 6 ]  |
| 2004 | Daniel Sepulveda     | Baylor          | [ 7 ]  |
| 2005 | Ryan Plackemeier     | Wake Forest     | [ 8 ]  |
| 2006 | Daniel Sepulveda (2) | Baylor          | [ 9 ]  |
| 2007 | Durant Brooks        | Georgia Tech    | [ 10 ] |
| 2008 | Matt Fodge           | Oklahoma State  | [ 11 ] |
| 2009 | Drew Butler          | Georgia         | [ 12 ] |
| 2010 | Chas Henry           | Florida         | [ 13 ] |
| 2011 | Ryan Allen (2)       | Louisiana Tech  | [ 14 ] |
| 2012 | Ryan Allen (2)       | Louisiana Tech  | [ 15 ] |
| 2013 | Tom Hornsey          | Memphis         | [ 16 ] |
| 2014 | Tom Hackett (2)      | Utah            | [ 17 ] |
| 2015 | Tom Hackett (2)      | Utah            | [ 18 ] |
| 2016 | Mitch Wishnowsky     | Utah            | [ 19 ] |
| 2017 | Michael Dickson      | Texas           | [ 20 ] |
| 2018 | Braden Mann          | Texas A&M       | [ 21 ] |
| 2019 | Max Duffy            | Kentucky        | [ 22 ] |
| 2020 | Pressley Harvin III  | Georgia Tech    | [ 23 ] |
| 2021 | Matt Araiza          | San Diego State | [ 24 ] |
| 2022 | Adam Korsak          | Rutgers         | [ 25 ] |
| 2023 | Tory Taylor          | Iowa            | [ 26 ] |
| 2024 | Eddie Czaplicki      | USC             |        |